# Günther Schönberger
Günther Schönberger (* 8. Februar 1952 in Graz) ist ein österreichischer Musiker, Sachbuchautor,  Winzer und Champagnerimporteur. Die Schokoladensorte “Schönberger Rot”, die von der Zotter Schokoladenmanufaktur produziert und über Europa hinaus vertrieben wird, ist nach ihm benannt.

## Leben
Von 1978 bis 1996 war Günther Schönberger bei der Ersten Allgemeinen Verunsicherung (EAV) als Saxofonist Bandmitglied und für die Bühnenshow verantwortlich. Ende der 1970er Jahre gründete Schönberger parallel zur EAV  die Band Ephesus, die er für kurze Zeit managte. Danach konzentrierte er sich nur noch auf die EAV. Auf Grund von Differenzen stieg er zu Beginn des Jahres 1996 aus.
Seitdem widmet er sich seinen Weinbergen und erhielt als Winzer neben Auszeichnungen durch die Zeitschrift Falstaff und Vinaria weitere Anerkennungen.

## Veröffentlichungen
- Rudolf Lantschbauer, Gerhard Redl, Günther Schönberger u. a.: Die Weinwelt der Barriques. Der Ausbau von Wein in Barriques. Vinothek, 2001, ISBN 978-3-900582-17-3.